# Rio del Santissimo di Santo Stefano
Rio del Santissimo di Santo Stefano, o semplicemente Rio del Santissimo o ancora Rio di Santo Stefano, è un breve corso d'acqua interno veneziano situato nel sestiere di San Marco e che confluisce nel Canal Grande.

## Origine del nome

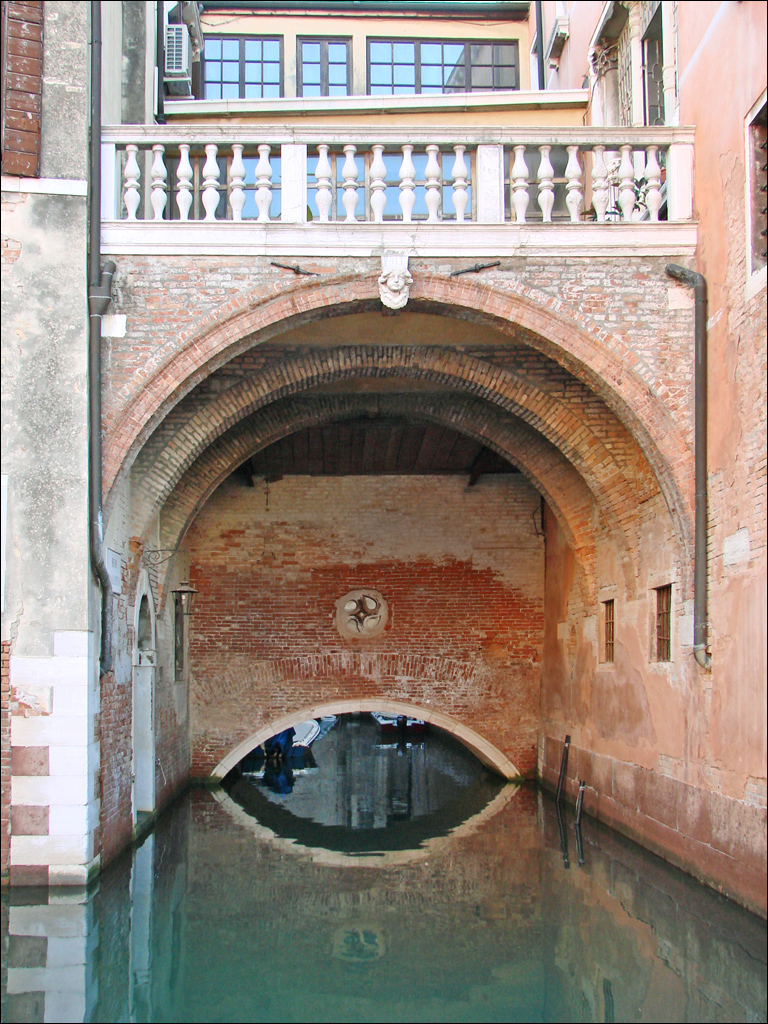
I due ponti del Monastero di Santo Stefano, uno scoperto e sopraelevato, l'altro (sullo sfondo) coperto su tre piani,

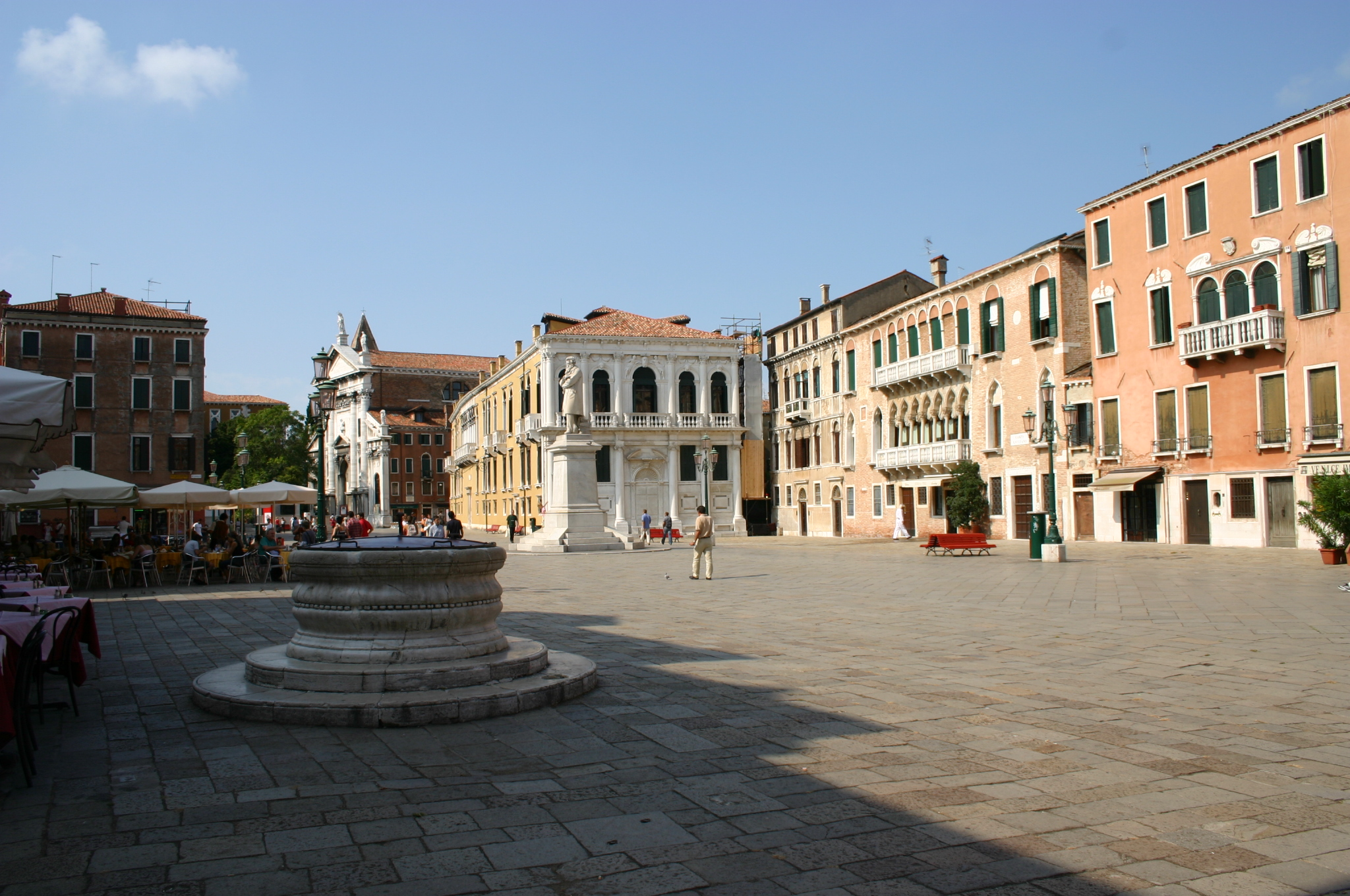
Campo Santo Stefano

Il nome del rio viene dalla non lontana chiesa di Santo Stefano che sorge sull'omonimo campo nel sestiere di San Marco.

## Descrizione
Il breve canale interno penetra all'interno del sestiere di San Marco correndo parallelo al vicino Campo Santo Stafano, unisce il Canal Grande al Rio di Sant'Anzolo in corrispondenza del Campo Sant'Anzolo. Una sua peculiarità è che oltre ad essere superato dal tradizionale ponte Ponte San Maurizio viene scavalcato anche dal profondo presbiterio della chiesa di Santo Stefano e dall'antico convento agostiniano ad essa connesso.

## Luoghi d'interesse
- Palazzo Pisani
- Chiesa di Santo Stefano
- Palazzo Molin a San Maurizio